# Неделя и один день
Неделя и один день (ивр. Shavua ve yom‎) — израильский фильм-трагикомедия режиссёра Асафа Полонски. Был показан в разделе «Международная неделя критики» на Каннском кинофестивале 2016, где получил премию Фонда Гана. Он был одним из пяти фильмов, номинированных на Премию Офир.

## Сюжет
Эяль Спивак завершает последний из 7 дней недели «шивы» — траура по сыну, умершему от неизлечимой болезни (по-видимому, саркомы). Он демонстративно безразличен к своим соседям, поскольку те не стремились общаться с их семьёй, когда его сын был близок к смерти, теперь же вдруг прониклись сочувствием. Пережив траур, Эяль и его жена Вики вроде бы готовы вернуться к своей рутинной работе. Однако Эяль решает отправиться в больницу, где он забыл забрать одеяло сына — не найдя одеяло, он обнаруживает в его комоде неизрасходованный пакет медицинской марихуаны. Он тайно выносит марихуану и решает выкурить её, для чего ему понадобилась помощь несовершеннолетнего сына тех самых соседей, с которыми он демонстративно конфликтует. Вики, у которой собственная проблема (под предлогом, что она ещё «не пришла в себя», школа отдаёт её платные часы другим учителям), просит Эяля забронировать для них обоих места на кладбище рядом с могилой сыном, но Эяль «под кайфом» забывает об этом, и участок уходит под другое захоронение. В отчаянии Эяль прибегает на кладбище, где становится невольным участником церемонии погребения женщины на том самом участке, который он потерял. Вики, пережившая и без того тяжёлый день, впадает в депрессию, узнав, что Эяль потерял участок. Однако Эяль, пережив эти события, вроде бы находит силы выйти из стресса, чтобы жить дальше и радовать жену.

## В ролях
- Томер Капон — Зулер-младший
- Евгения Додина — Вики Спивак, мать покойного
- Шай Авиви — Эяль Спивак, отец покойного
- Шарон Александр — Шмулик Зулер
- Кармит Месилати Каплан — Керен Зулер, его супруга
- Ури Гавриэль — Рафаэль, брат покойной, похороненной рядом с сыном Спиваков